# Kurtschatow-Goldmedaille
Die Kurtschatow-Goldmedaille (russisch Золотая медаль имени И. В. Курчатова) ist eine seit 1962 von der Russischen Akademie der Wissenschaften verliehene Auszeichnung in Kernphysik und Kerntechnik. Sie ist nach Igor Wassiljewitsch Kurtschatow benannt. Zu Sowjetzeiten wurde sie zwischen 1962 und 1989 alle drei Jahre vergeben und in Russland wieder ab 1998, allerdings in unregelmäßigen Abständen zwischen zwei und fünf Jahren, zuletzt alle fünf Jahre.

## Preisträger
- 1962: Pjotr Jefimowitsch Spiwak, Juri Alexandrowitsch Prokofjew für experimentelle Untersuchungen des Betazerfalls von Neutronen
- 1965: Juri Dmitrijewitsch Prokoschkin, Walentin Iwanowitsch Petruchin, Wladimir Iwanowitsch Rykalin, Anatoli Fjodorowitsch Dunaizin für experimentelle Untersuchung des Betazerfalls von Neutronen bzw. bei Prokoschkin des Pions
- 1968: Anatoli Petrowitsch Alexandrow (Kerntechnik)
- 1971: Isaak Konstantinowitsch Kikoin (Kerntechnik)
- 1974: Juli Borissowitsch Chariton, Saweli Moissejewitsch Feinberg (Kernenergie)
- 1977: Jakow Borissowitsch Seldowitsch, Fjodor Lwowitsch Schapiro für die Aufdeckung der Eigenschaften ultrakalter Neutronen
- 1980: Issai Israilewitsch Gurewitsch, Boris Alexandrowitsch Nikolski (Myonen)
- 1983: Wladimir Iossifowitsch Mostowoi (Neutronenspektroskopie, Kernspaltung)
- 1986: Wenedikt Petrowitsch Dschelepow, Leonid Iwanowitsch Ponomarjow (kalte Fusion mit Myonen, Myonen-Moleküle)
- 1989: Georgi Nikolajewitsch Fljorow, Juri Zolakowitsch Oganesjan (Synthese der schwersten Elemente in Schwerionenbeschleunigern)
- 1998: Alexei Alexejewitsch Ogloblin (russisch Алексей Алексеевич Оглоблин) (Struktur leichter Kerne und ihre Wechselwirkungen)
- 2000: Nikolai Antonowitsch Dolleschal (RBMK)
- 2003: Juri Alexejewitsch Trutnew (russisch Юрий Алексеевич Трутнев) (Analysen für nukleare Abschreckung)
- 2008: Oleg Gennadjewitsch Filatow (russisch Олег Геннадьевич Филатов) (Kernfusion)
- 2013: Jewgeni Nikolajewitsch Awrorin (Untersuchung nuklearer Explosionen)
- 2018: Nikolai Jewgenjewitsch Kucharkin (russisch Николай Евгеньевич Кухаркин) (Hochtemperatur-Gasreaktoren)
- 2023: Jewgeni Pawlowitsch Welichow, Michail Walentinowitsch Kowaltschuk (Entwicklung, Schaffung und Nutzung nuklearphysikalischer Megaanlagen)[1]